# Густав Фехнер
Теодор Густав Фехнер (нім. Gustav Theodor Fechner; 19 квітня 1801 — 18 листопада 1887) — німецький фізик, філософ, засновник психофізики. Його погляди значною мірою вплинули на багатьох вчених та філософів XX століття, зокрема на Зигмунда Фройда.

## Біографія
Народився 19 квітня 1801 року у Грос-Зерхені поблизу Мускаї. Його батько, який успадкував від діда посаду сільського пастора, помер, коли хлопчикові було п'ять років. Фехнера виростив дядько, також пастор; хлопець закінчив гімназію в Сорау, потім медико-хірургічну академію в Дрездені. У віці 16 років був зарахований на медичний факультет Лейпцизького університету. Ступінь доктора медицини Фехнер отримав 1822 року. Протягом 12 років заробляв на життя перекладами довідників з фізики і хімії, а також читав лекції в університеті і публікував результати своїх фізичних досліджень. У 1834 став професором фізики Лейпцизького університету.
1838 року Фехнер опублікував роботу, присвячену сприйняттю кольору, а 1839 року дослідження з проблеми зорових післяобразів (зорових відчуттів, що зберігаються після припинення дії подразника).
У 1840-і роки Фехнер запропонував теорію панпсихізму. Вчений вважав, що події в матеріальному світі є аспектом єдиної духовної субстанції. Це вчення Фехнер називав Tagesansicht (денним поглядом) на відміну від сучасного йому матеріалізму — Nachtansicht (нічного погляду). У своїх працях Фехнер неодноразово опонував матеріалізму, починаючи з Книжечки про замогильне життя (Das Buchlein vom Leben nach dem Tode, 1836) до Денного бачення проти нічного бачення (Die Tagesansicht gegenber der Nachtansicht, 1879). Найвідоміші роботи Фехнера — Нанна, або психічне життя рослин (Nanna, oder des Seelenleben der Pflanzen, 1848) і Зенд-Авеста, або явища небес і майбутнього життя (Zend-Avesta, oder ber die Dinge des Himmels und des Jenseits, 1851). Остання робота містила програму розвитку психофізіки, нового наукового напряму, який, згідно з Фехнером, мав вирішити проблему душі і тіла, встановивши функціональний взаємозв'язок між духовним і матеріальним світами.
Результати дискусій з вимірювання психічних явищ, експериментальним методам і виявленим закономірностям були узагальнені Фехнером в 1860 році в його класичній праці Елементи психофізіки (Elemente der Psychophysik).
1865 року з'явилася перша публікація Фехнера, присвячена вимірюванню естетичного сприйняття, а в 1876 вийшла класична праця Введення в естетику (Vorschule der Aesthetik). У 1877 Фехнер опублікував роботу На тему психофізіки (In Sachen der Psychophysik), а в 1882 Перегляд принципів психофізіки (Revision der Hauptpunke der Psychophysik).
Помер Фехнер в Лейпцизі 18 листопада 1887.